# Las cuatro plumas (película de 1978)
Las cuatro plumas (título original: The Four Feathers) es una adaptación cinematográfica de televisión británica de 1978. Fue dirigida por Don Sharp y está protagonizada por Beau Bridges y Jane Seymour. Es la sexta adaptación de la novela clásica de 1902 del mismo nombre del novelista A. E. W. Mason y fue nominada para un premio Primetime Emmy. 
Sigue la novela casi exactamente, y la respuesta a la película fue muy positiva.

## Argumento
Los acontecimientos ocurren durante la Inglaterra victoriana durante la guerra mahdista. El teniente Harry Faversham viene de una familia militar importante. Es un chico muy sensible que no quiere ser soldado, pero se siente obligado a serlo por su padre, el General Faversham, que no lo entiende. 
Cuando un día tiene que ir a Sudán por orden del ejército para combatir allí a los derviches, él dimite de su cargo. Sus tres amigos, Jack Durrance, William Trench y Thomas Willoughby, que también tienen que ir al Sudán, le dan cada uno una pluma y más tarde también su prometida Ethne cuando se entera de lo que hizo. Como es símbolo de la cobardía ellos le dan a entender que lo ven como un cobarde y lo rechazan. También su padre lo rechaza cuando se entera.
Entonces, para redimir su honor, él se va al Sudán para ayudar a sus amigos. Les salva sus vidas uno a uno con la ayuda de un mercenario local, Abou Fatma, que odia a los derviches, arriesgando por el camino su vida. Al final, en esa misión personal, en la que Abou Fatma a su pesar muere, Faversham consigue entregarles a todos sus plumas. Entonces él regresa otra vez a Inglaterra. 
Su padre, que se ha enterado de todo, lo acepta otra vez y, dándose cuenta de que no le trató debidamente en su obsesión de que sea militar, acepta que él coja otro camino. Finalmente se encuentra otra vez con Ethne en el lugar donde se enamoraron. Ella también se ha enterado de todo. Le quiere dar su pluma, pero ella, arrepentida por haberle empujado a hacer lo que hizo, le explica, que, en su corazón, ya la ha cogido en el momento en que se enteró y los dos reanudan otra vez su relación, lo que lleva a Faversham a separarse en paz de esa última pluma.

## Reparto
- Beau Bridges - Harry Faversham
- Jane Seymour - Ethne Eustace
- Robert Powell - Jack Durrance
- Simon Ward - William Trench
- Harry Andrews - General Faversham
- Richard Johnson - Abou Fatma
- David Robb - Thomas Willoughby

## Producción
Para hacer el telefilme se contrataron a actores del mismo país. La única excepción fue el protagonista Beau Bridges, el cual, para hacer el papel, tuvo que aprender primero el acento inglés, cosa que hizo. Finalmente, una vez preparado todo, se rodó la película en Inglaterra y en España, lugar donde se rodaron las escenas del desierto de Sudán.

## Recepción
En el presente, el telefilme ha sido valorado en portales cinematográficos. En IMDb, por ejemplo, con 754 votos registrados, la película obtiene una media ponderada de 6,4 sobre 10. En cuanto a Rotten Tomatoes, los más de 50 votos registrados allí le dieron una valoración media de 2,9 de 5. También cabe destacar, que en La Vanguardia el 64 % de los usuarios registrados en ese periódico le dan una valoración positiva.